# Rana latouchii
Rana latouchii là một loài ếch trong họ Ranidae.
Nó được tìm thấy ở Trung Quốc, Hồng Kông, Đài Loan, và có thể cả Macau.
Các môi trường sống tự nhiên của chúng là các khu rừng ẩm ướt đất thấp nhiệt đới hoặc cận nhiệt đới, các khu rừng vùng núi ẩm nhiệt đới hoặc cận nhiệt đới, sông, đầm nước ngọt, đầm nước ngọt có nước theo mùa, khu vực trữ nước, ao, hố lộ thiên, đất có tưới tiêu, và kênh đào và mương rãnh. Loài này đang bị đe dọa do mất môi trường sống.

## Hình ảnh

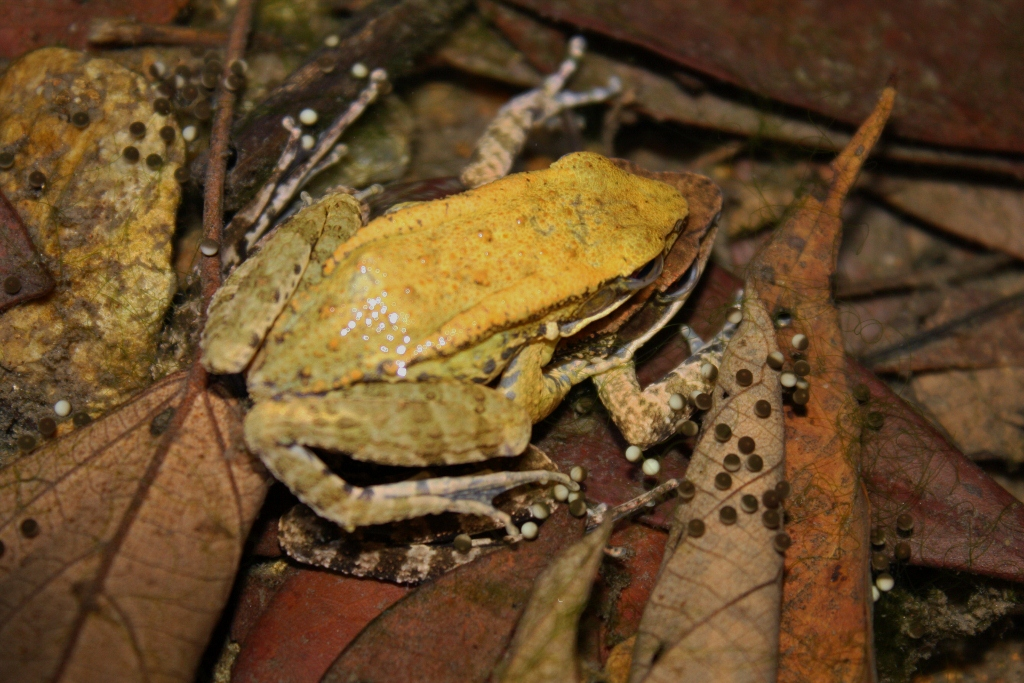
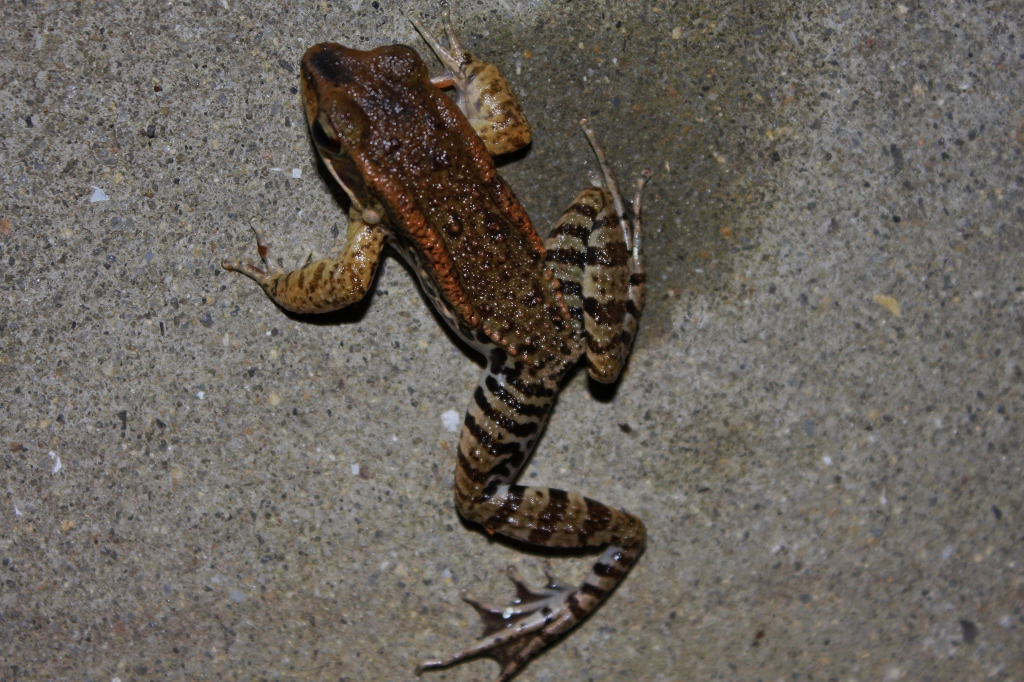
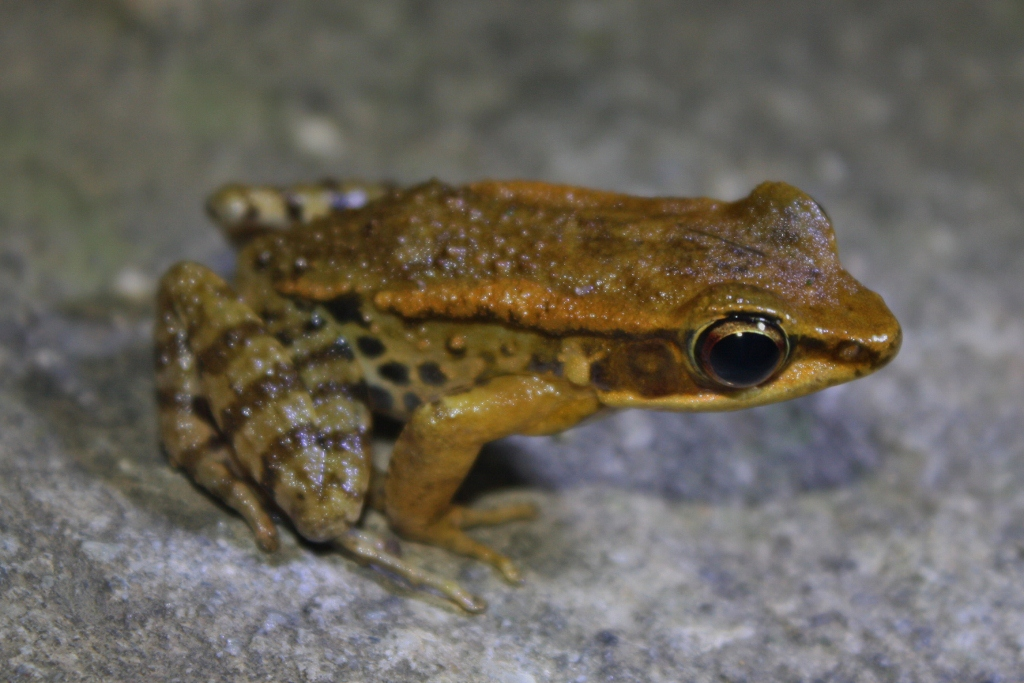
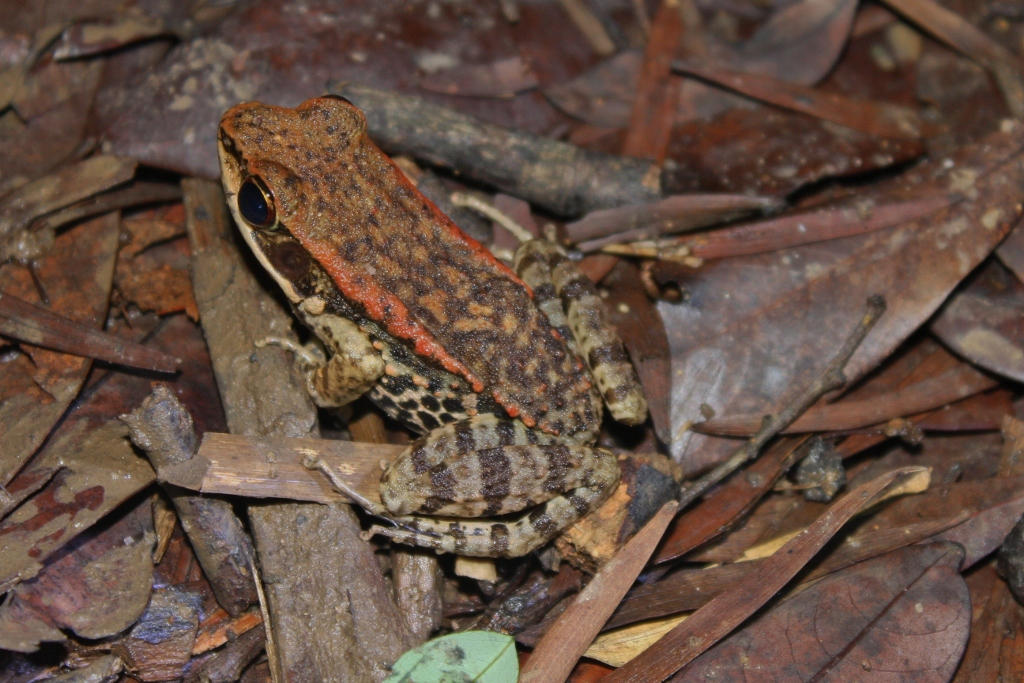